# Педучели (Ливорно)
Педучели је насеље у Италији у округу Ливорно, региону Тоскана.
Према процени из 2011. у насељу је живело 2 становника. Насеље се налази на надморској висини од 39 м.